# Ponte della Vittoria (Cremeno)
Il ponte della Vittoria (pont de la Vitoria in lingua lombarda) è un ponte che collega Cremeno alla frazione di Maggio e dunque a Barzio.
Costruito tra il 1921 e il 1925, ha sostituito la precedente passerella ed è così denominato in onore del Bollettino della Vittoria, che è ricordato in una lapide sita sul ponte e dedicata ai caduti di Cremeno.
Supera il Pioverna ed è lungo circa 75 m, con un'unica arcata di 53,5 m di luce e dopo un consolidamento strutturale occorso 30 anni fa circa per adeguarlo alle normative e per necessità di traffico, è costituito da doppia carreggiata.Di notevole interesse ingegneristico, dato il periodo, è stata la sua costruzione che ha richiesto ingegno e scelte ardite, come per esempio la realizzazione di due grandi ribalte di legno che, incernierate sui due strapiombi opposti, si congiungevano  a metà della luce consentendo e facilitando la successiva esecuzione delle parti in calcestruzzo armato.